# Kartuizerklooster van Herne
Het Kartuizerklooster van Herne werd gesticht in 1314 en is daarmee het oudste kartuizerklooster van de Nederlanden. In de middeleeuwen speelde het een uitzonderlijk belangrijke rol als centrum voor vertaalwerk en boekproductie. Zo kopieerden de Hernse kartuizers handschriften van Jan van Ruusbroec en vertaalde kartuizer Petrus Naghel rond 1360-61 de bijbel uit het Latijn naar het Middelnederlands, ook wel gekend als de Hernse Bijbel. Deze bijbel is de allereerste echte vertaling van Hiëronymus' Vulgaat en dient als basis voor de eerste gedrukte bijbel in het Nederlands. Het kloosterleven verdween er in 1783, toen onder keizer Jozef II de contemplatieve kloosterordes werden afgeschaft.
Hetgeen rest van het voormalige klooster is beschermd als monument en vormt samen met de omgeving een beschermd dorpsgezicht.

## Geschiedenis

### Eerste kartuizerklooster in de Nederlanden

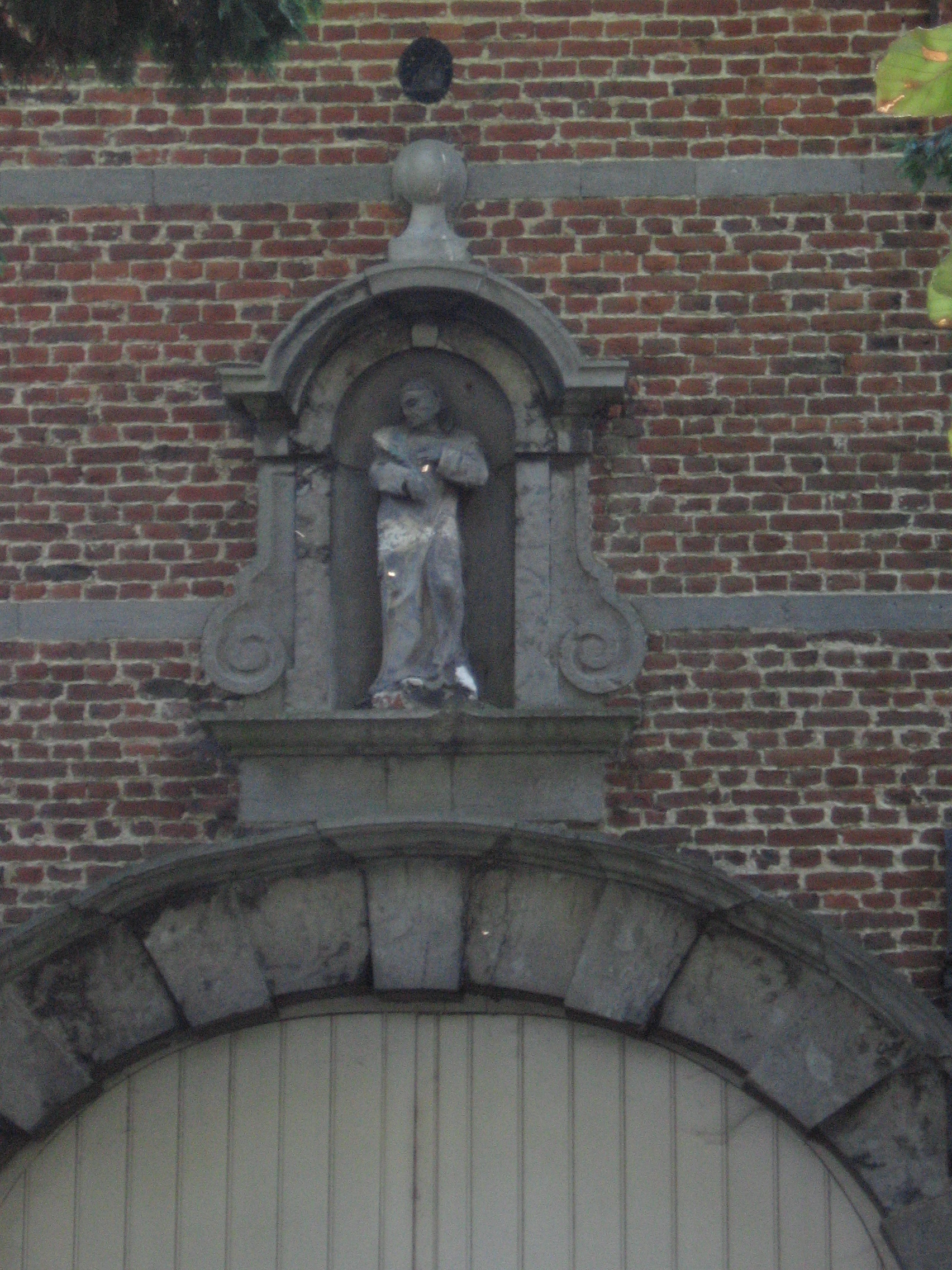
Beeld van ordestichter Bruno van Keulen boven het poort van de priorwoning.

Drie eeuwen nadat de kartuizerorde gesticht werd door Bruno van Keulen (in 1084 nabij Grenoble) verspreidde de orde zich tot in de Nederlanden, met als eerste stichting het klooster te Herne. Vervolgens zal het kartuizerklooster van Herne op zijn beurt een uitvalsbasis zijn om andere stichtingen in de Lage Landen op te richten: Antwerpen (1324), Kartuizerpriorij Sint-Martens-Bos in Sint-Martens-Lierde (1328), Zelem bij Diest (1328), Gent (1328), Scheut (Anderlecht) (1455) en Delft (1470).

### Oprichting
De oprichting van het Hernse kartuizerklooster wordt toegeschreven aan Wouter II van Edingen, die grond (15 bunder, gelegen in de huidige Kapellestraat en Oud Klooster) en baar geld (20 witte ponden en 100 gewone ponden) schonk, evenals het gebruik en de inkomsten van een nabijgelegen banmolen en vijver. De gegevens over de beginfase van het klooster zijn eerder vaag. De eerste monniken kwamen vermoedelijk uit naburige kloosters in Frans-Vlaanderen (de eerste prior, Robertus de Bray, zou een pater geweest zijn uit het kartuizerklooster Sint-Pietersdal bij Vervins; andere monniken waren afkomstig uit de kartuis van Onze-Lieve-Vrouw te Marcourt bij Valenciennes).
In 1148 werd de moederkerk van de parochie Herne, met haar hulpkerken, door Nicolaas, de bisschop van Kamerijk, geschonken aan de Sint-Aubertusabdij van Kamerijk. Als geestelijk "appenditium" wordt onder meer ook de capella Sancte-Marie vermeld. Dit was een bedevaartkapel ter ere van O.L.V.-van-Dierikshoven, genoemd naar een zekere legendarische Dierik die als heremiet een bevel van God ontvangen zou hebben om een klooster te doen stichten. In 1314 werd deze bidplaats de zetel van een kartuizerklooster.
Reeds in 1212 had Engelbert II van Edingen, een jaarlijkse rente van 40 stuivers geschonken voor het onderhoud van een eeuwigdurende lamp in de O.L.V.-kapel.

### Uitstraling en aanzien
Het Hernse kartuizerklooster genoot aanzien in de wijde omgeving. Niet alleen de lokale heren van Edingen, ook hertogen van Bourgondië hadden aandacht voor de kartuizers van Herne. Hertogin Margaretha van York, zuster van de koning van Engeland en echtgenote van Hertog Karel de Stoute, kwam samen met haar stiefdochter Maria van Bourgondië naar Herne om haar raadsman, prior Laurentius van Muschenzele te bezoeken. Bij haar dood in 1503 werd het lichaam van Margaretha van York in Mechelen bijgezet, maar haar hart werd in de Hernse kartuis begraven (haar ingewanden in het kartuizerklooster van Scheut).

### Literair centrum in de Lage Landen
Zoals elk kartuizerklooster beschikte ook dat van Herne over een rijke bibliotheek. Zo waren er werken (gekopieerde handschriften) van de mysticus Jan van Ruusbroec, die het klooster bezocht in 1362 op vraag van de kartuizers om uitleg te geven bij zijn werken. Dat bezoek resulteerde in Dat Boecsken der verclaringhe en maakte van de Hernse kartuis niet alleen een verspreider van Ruusbroecs werk, maar ook een aanspreekpunt over de inhoud ervan.
Herne was een centrum van vertaal- en kopieerwerk van belangrijke handschriften. De monniken zorgden voor het kopiëren, het vertalen en de verspreiding van veelgevraagde Latijnse werken en zo ook voor het gebruik van het Middelnederlands als culturele voertaal.

### De Hernse Bijbel
Het zwaartepunt van de geestelijke uitstraling lag in het werk van de Bijbelvertaler van 1360 recent vereenzelvigd met Petrus Naghel, maar deze toewijzing is nog omstreden, die in het kartuizerklooster van Herne de eerste vertaling van de Bijbel in de volkstaal produceerde: de Hernse Bijbel. Af te leiden uit de bewaard gebleven handschriften kende deze Middelnederlandse Bijbel een buitengewone verspreiding. Deze vertaling werd zelfs als legger gebruikt voor de eerste gedrukte Bijbel in het Nederlands, de Delftse Bijbel uit 1477.

### Boerenkrijg
Jan Baptist Eeckhoudt (Herne, 16 januari 1744 - 27 oktober 1798) was een Zuid-Nederlands verzetsstrijder, die vooral bekend werd tijdens de Boerenkrijg. Hij was aanvankelijk pachter en later ook schepen van Herne. Toen in 1798 de Boerenkrijg uitbrak, werd hij leider van de opstandelingen in het kanton Herne. Hij sneuvelde echter tijdens de slag bij het Kartuizerklooster.

## Het bouwwerk

### De oorspronkelijke inrichting
Het klooster werd ingericht volgens de klassieke kartuizerregels waarbij de monniken een zo afgesloten mogelijk leven konden leiden. Het klooster was opgebouwd rond de kloosterkerk. Het eerste deel, het kleine klooster, bevatte de kloostergang, de woonst van de prior, de keuken en de refter. Het tweede deel, oftewel het grote klooster, bevatte de ommegang waarrond de cellen van de monniken zich bevonden. Bij de bouw van het complex werd een opsplitsing gemaakt tussen de lekenzone en de achterliggende abdijzone. Het volledige domein was bovendien afgesloten door een muur en was enkel toegankelijk via het poortgebouw. In dit gebouw bevond zich het vrouwengastenkwartier. Het mannengastenkwartier lag verderop. De kloosterkerk was enkel toegankelijk voor de monniken in tegenstelling tot de oude kerk waarin de mis voor de parochianen werd verzorgd.
De lekenzone bevatte naast bedrijfsgebouwen zoals een hoeve, een brouwerij en melkhuis ook nog een grote schuur en een visvijver.

### Overblijfselen
De meeste kloostergebouwen werden in het begin van de 19e eeuw afgebroken (cellenklooster, kerk, gastenkwartier, refter, kapittelzaal). De priorwoning uit 1716 en de bakstenen langschuur uit 1705 zijn als enige bewaard.

### Hoeve Hof te Schiebeek
Langs de Ninoofsesteenweg, aan de kruising met de Scheibeekstraat, bevindt zich de kloosterhoeve Hof te Schiebeek.

## Galerij

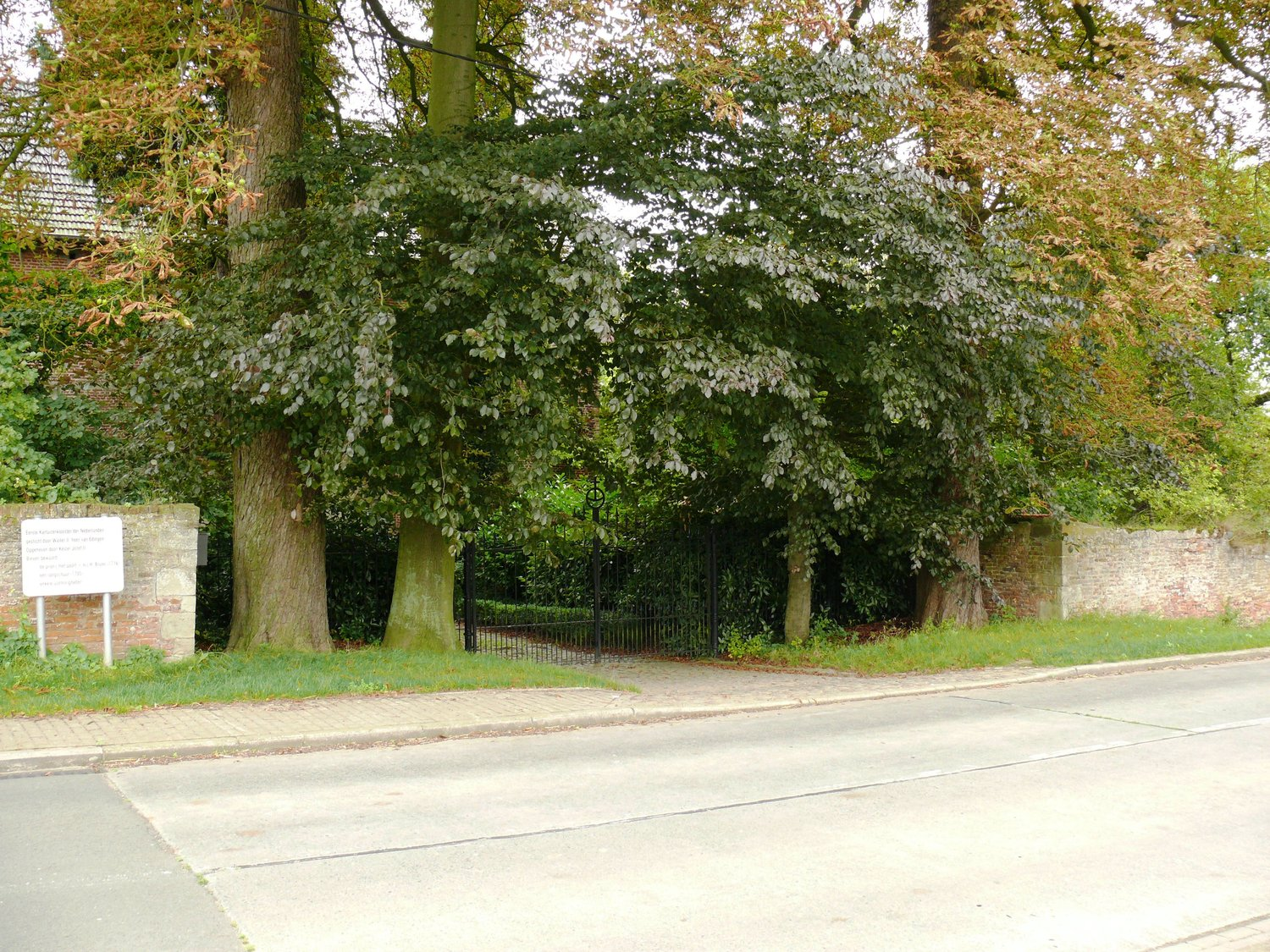
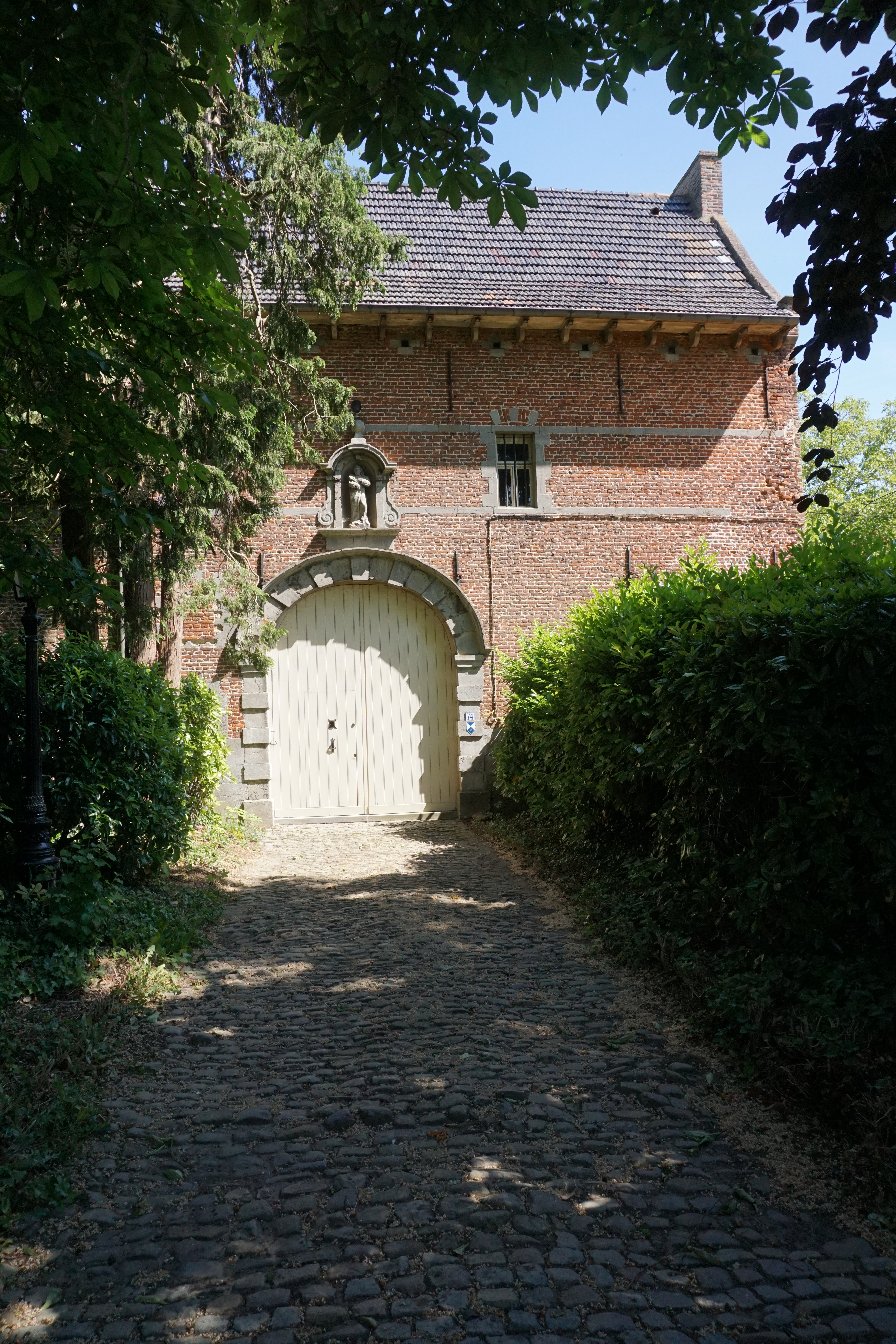
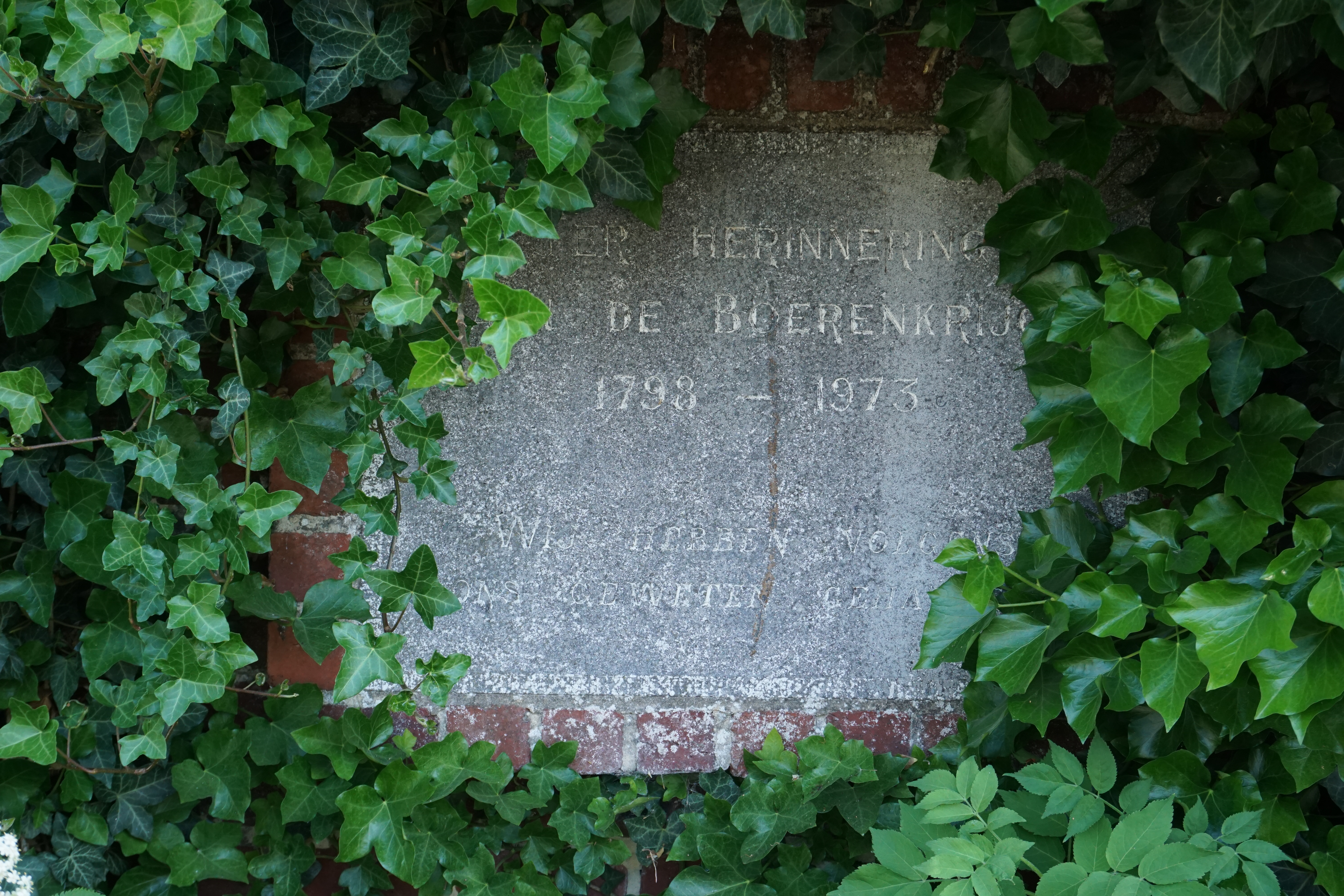
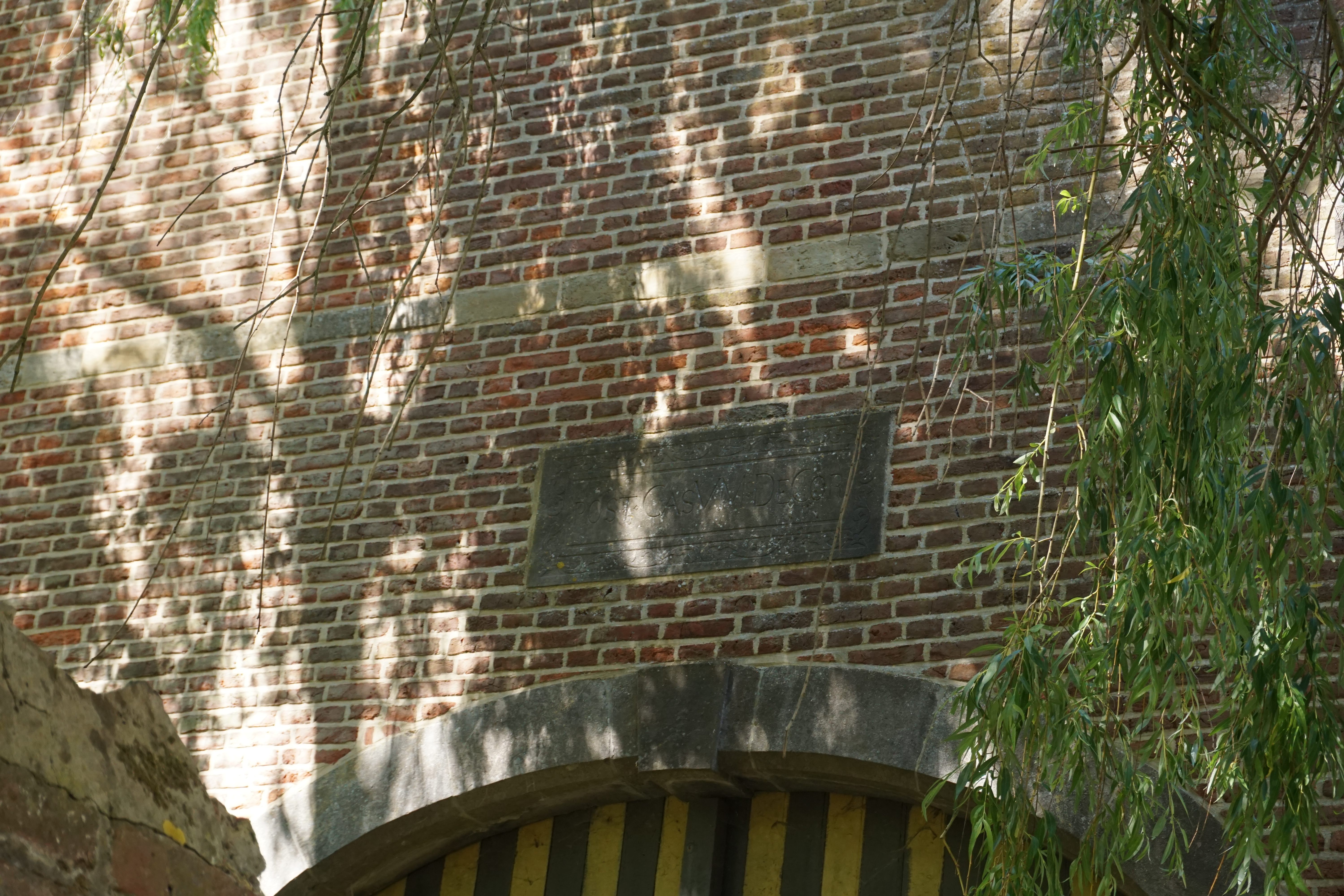
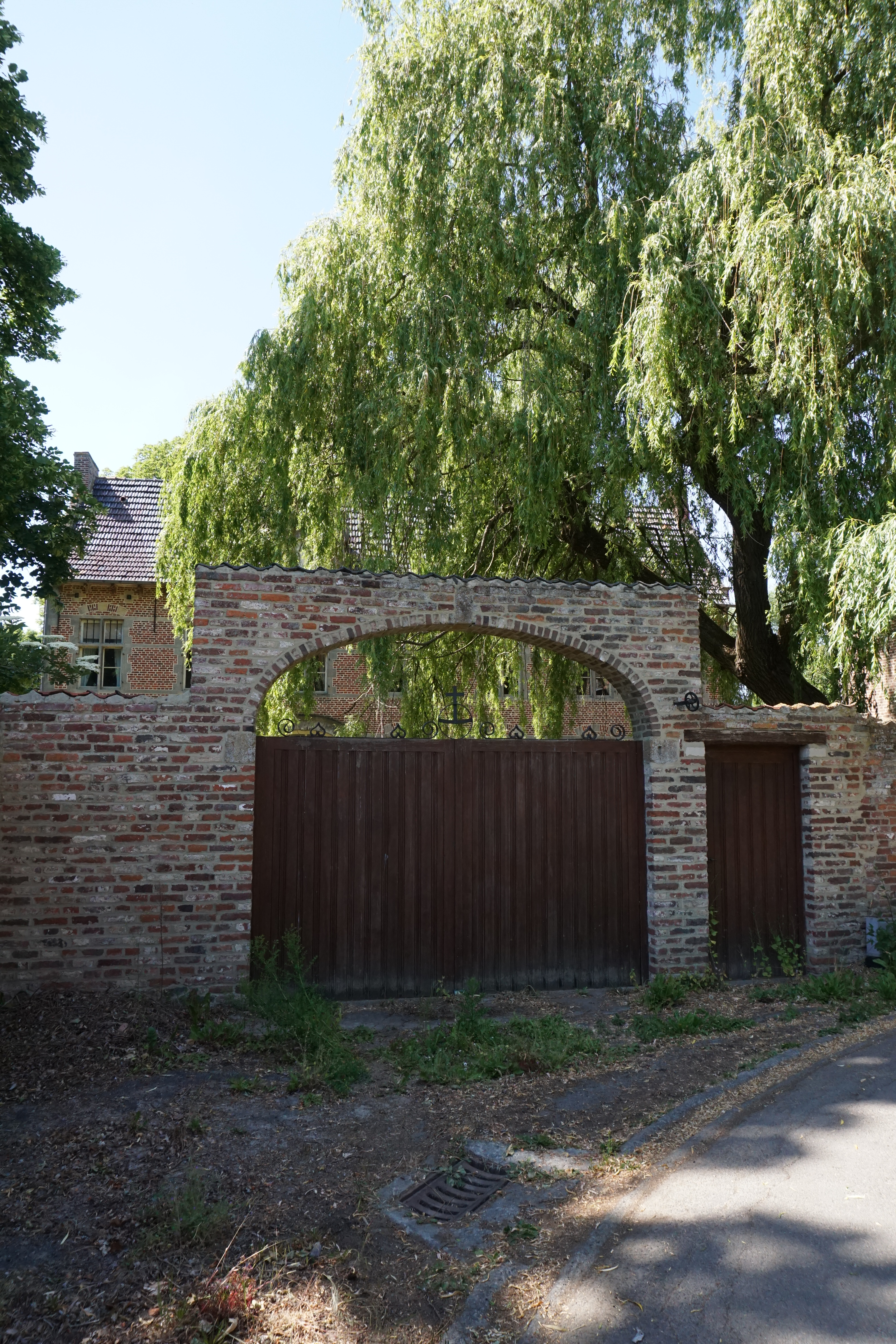
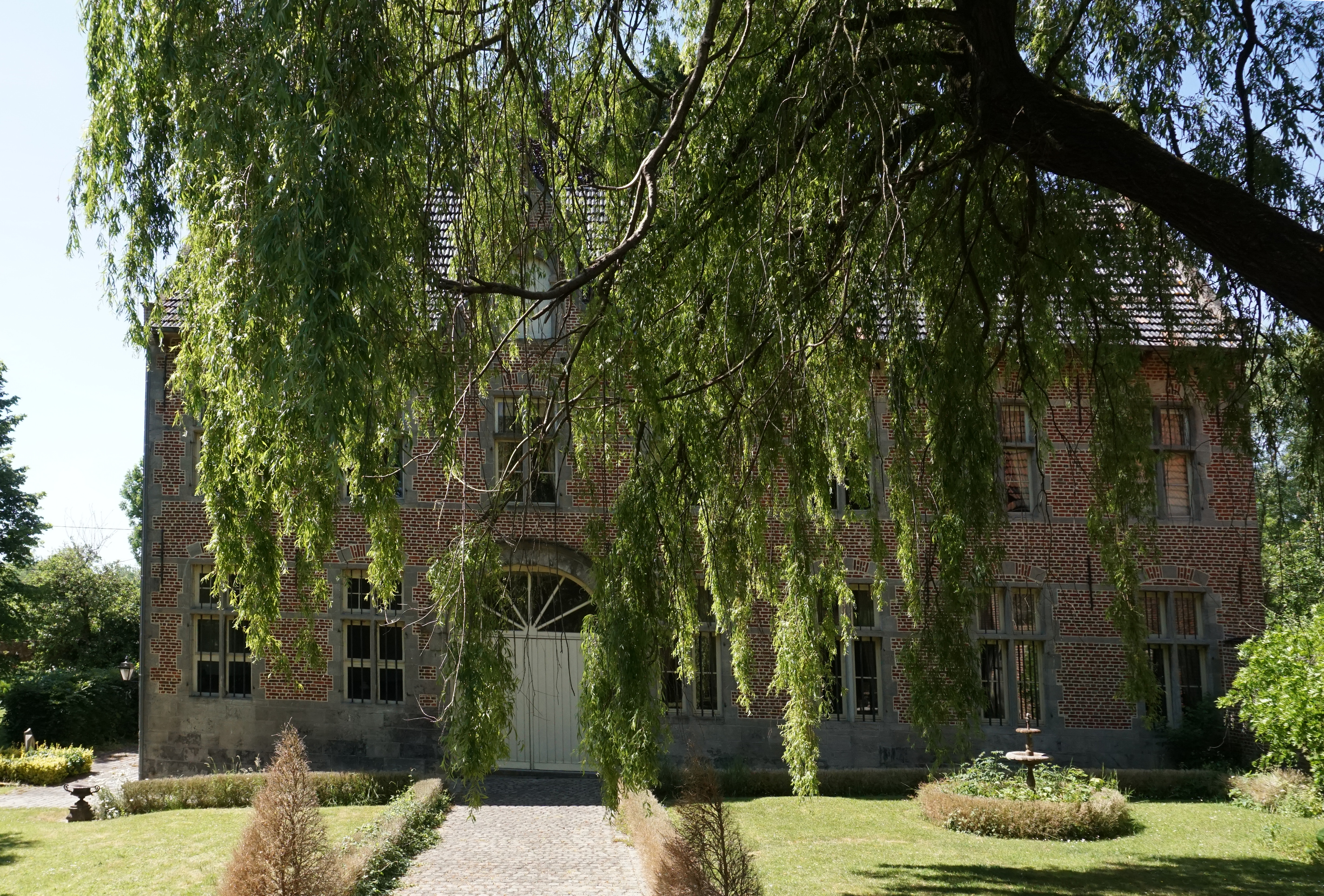
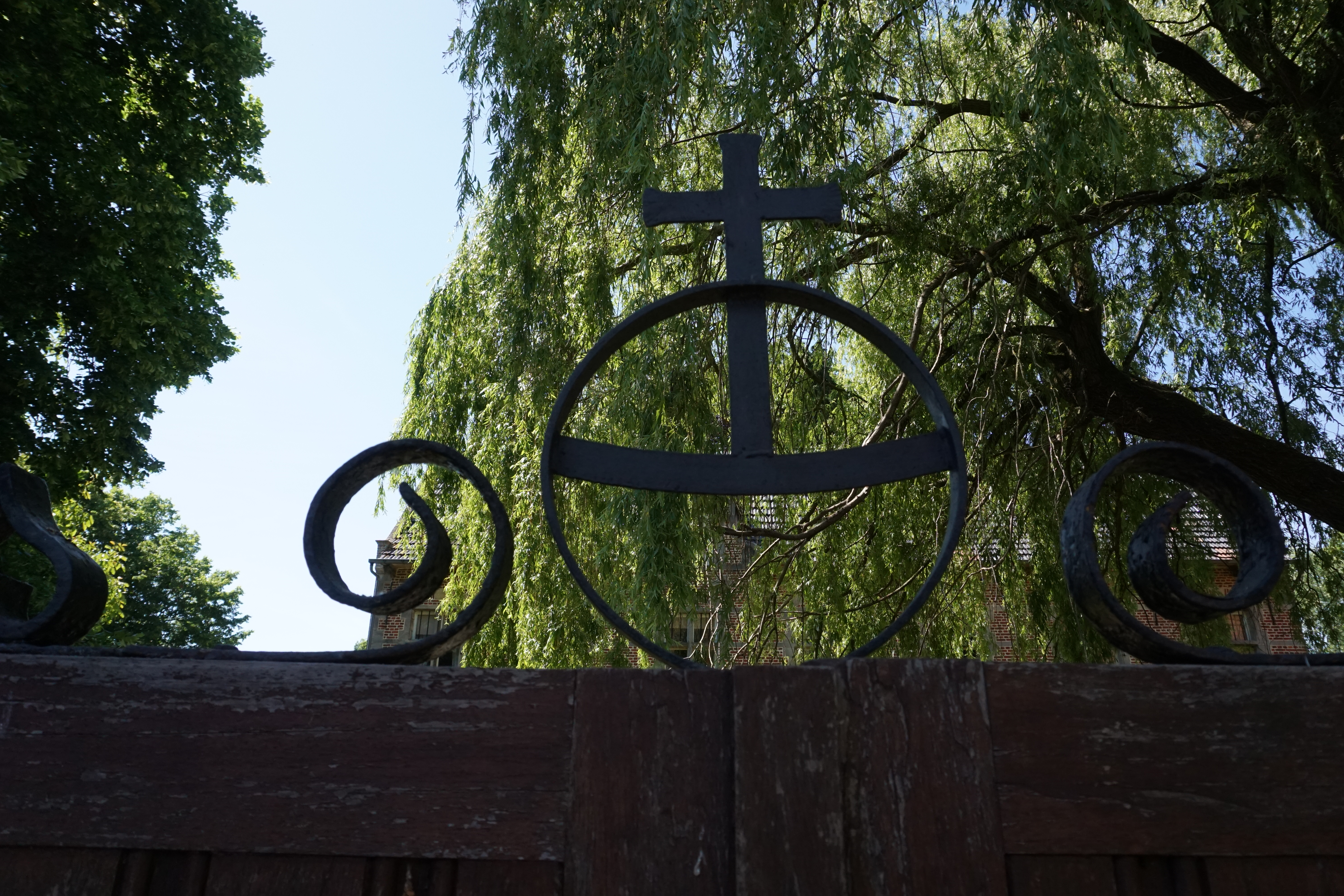
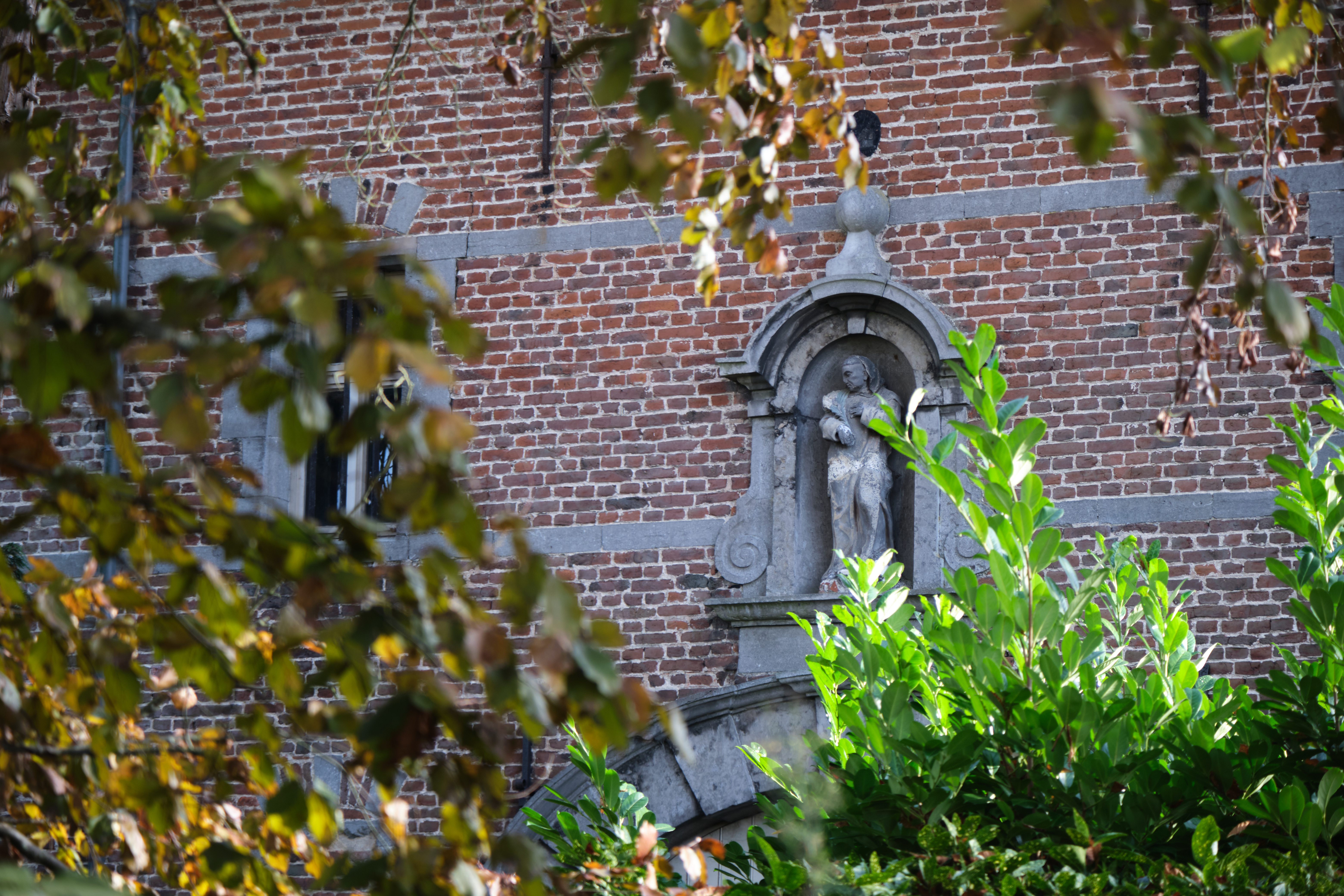
Herne - Kapellestraat 74 - Priorij Kartuizerklooster
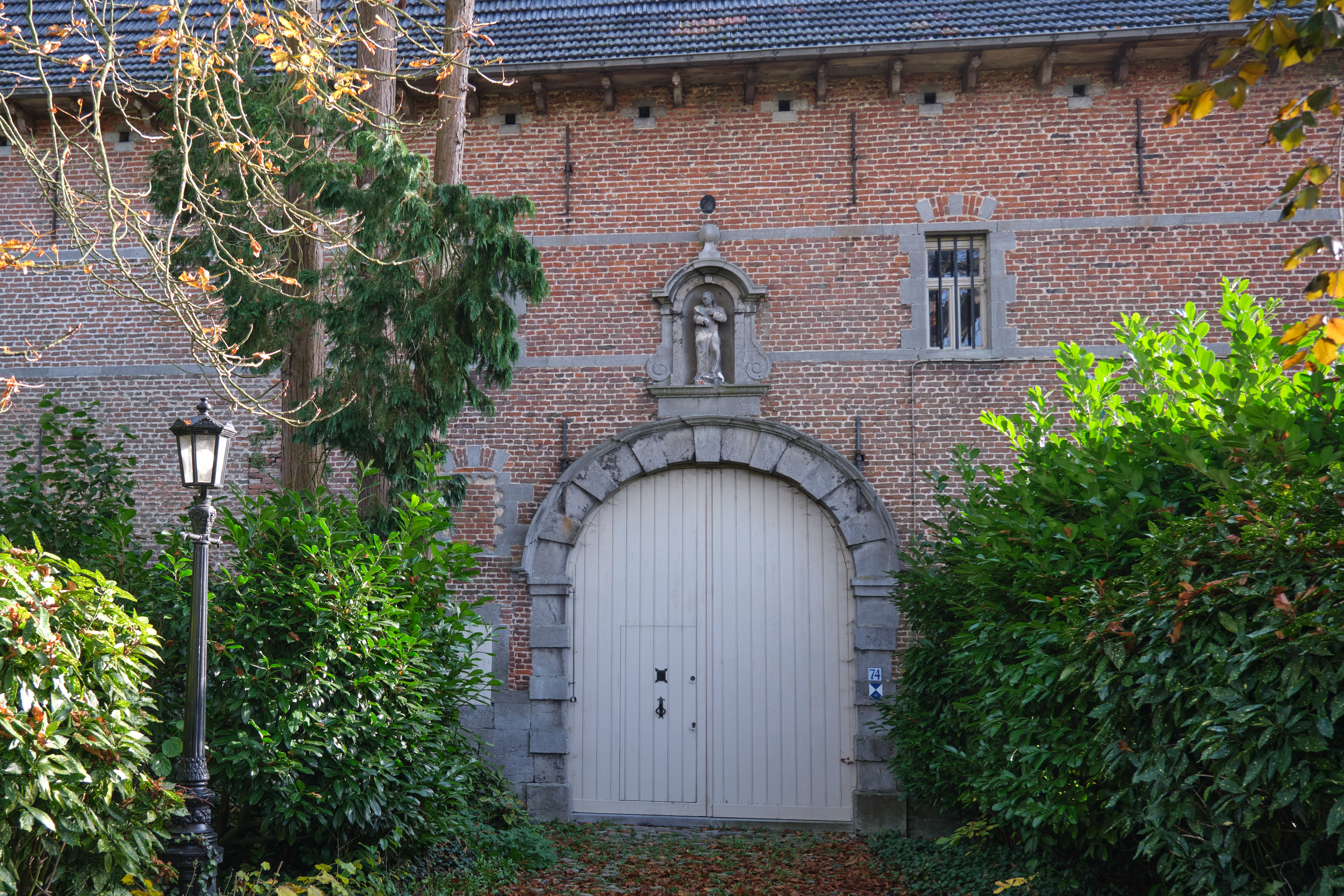
Herne - Kapellestraat 74 - Priorij Kartuizerklooster
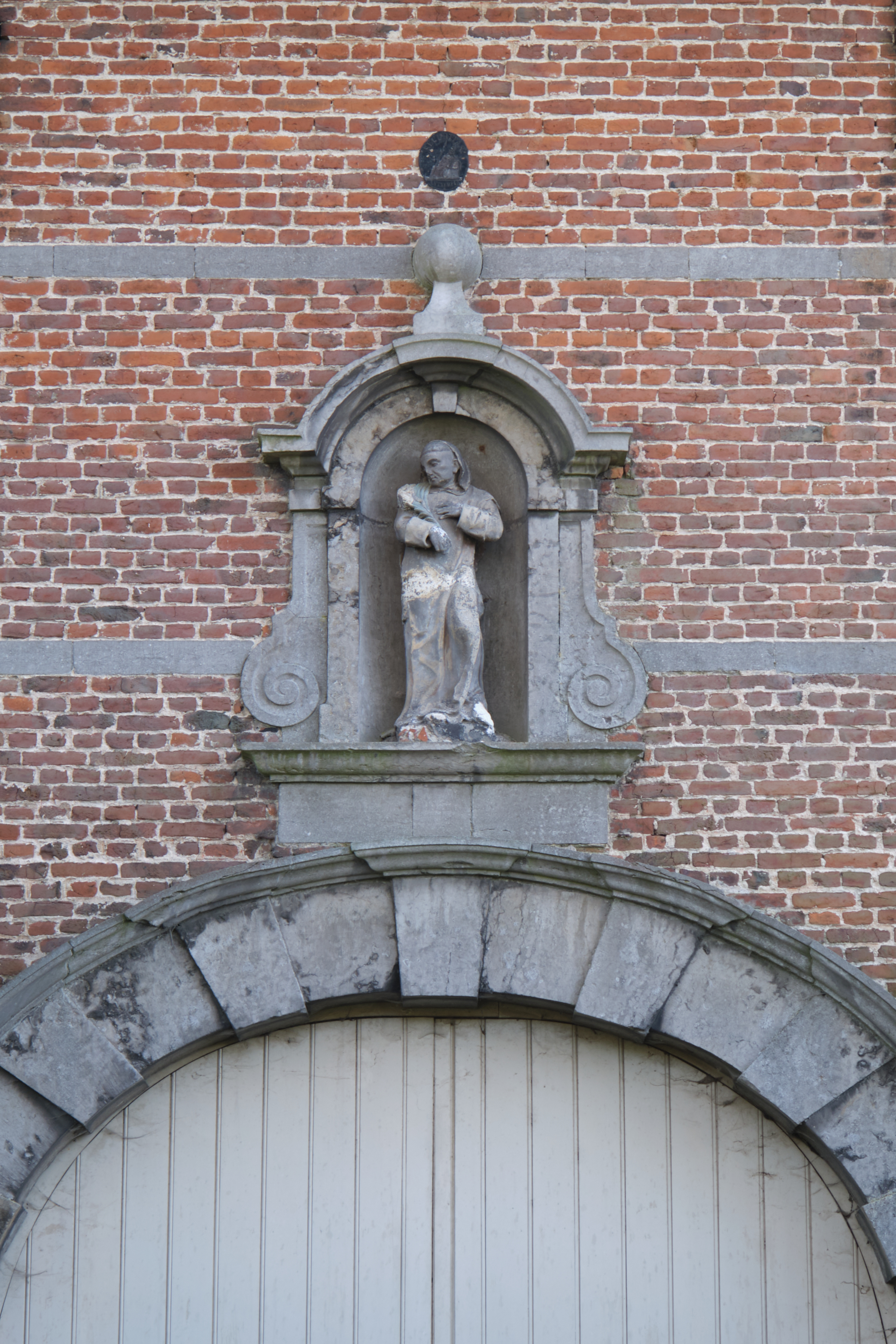
Herne - Kapellestraat 74 - Priorij Kartuizerklooster
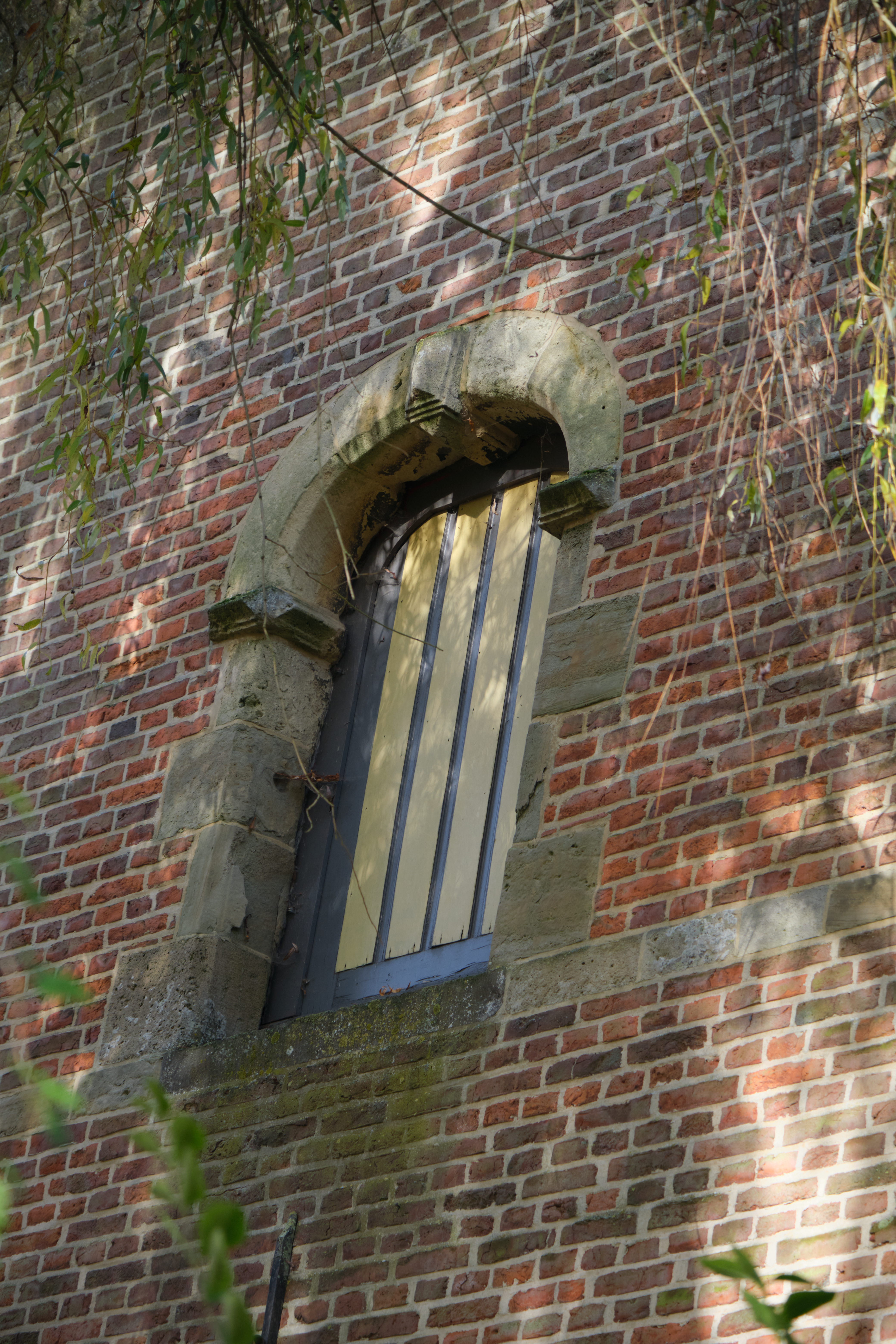
Herne - Kapellestraat 74 - Priorij Kartuizerklooster
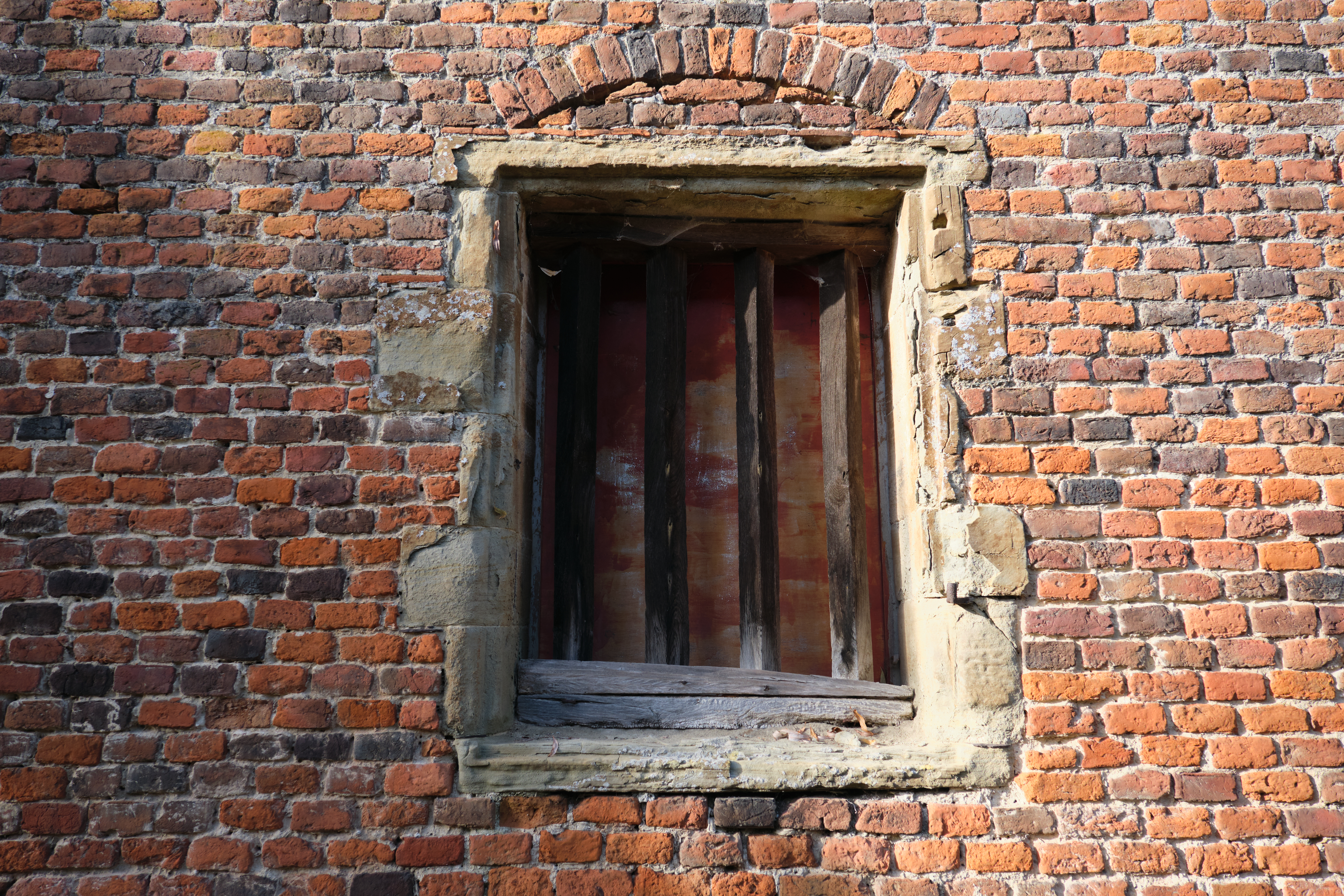
Herne - Kapellestraat 74 - Langschuurj Kartuizerklooster
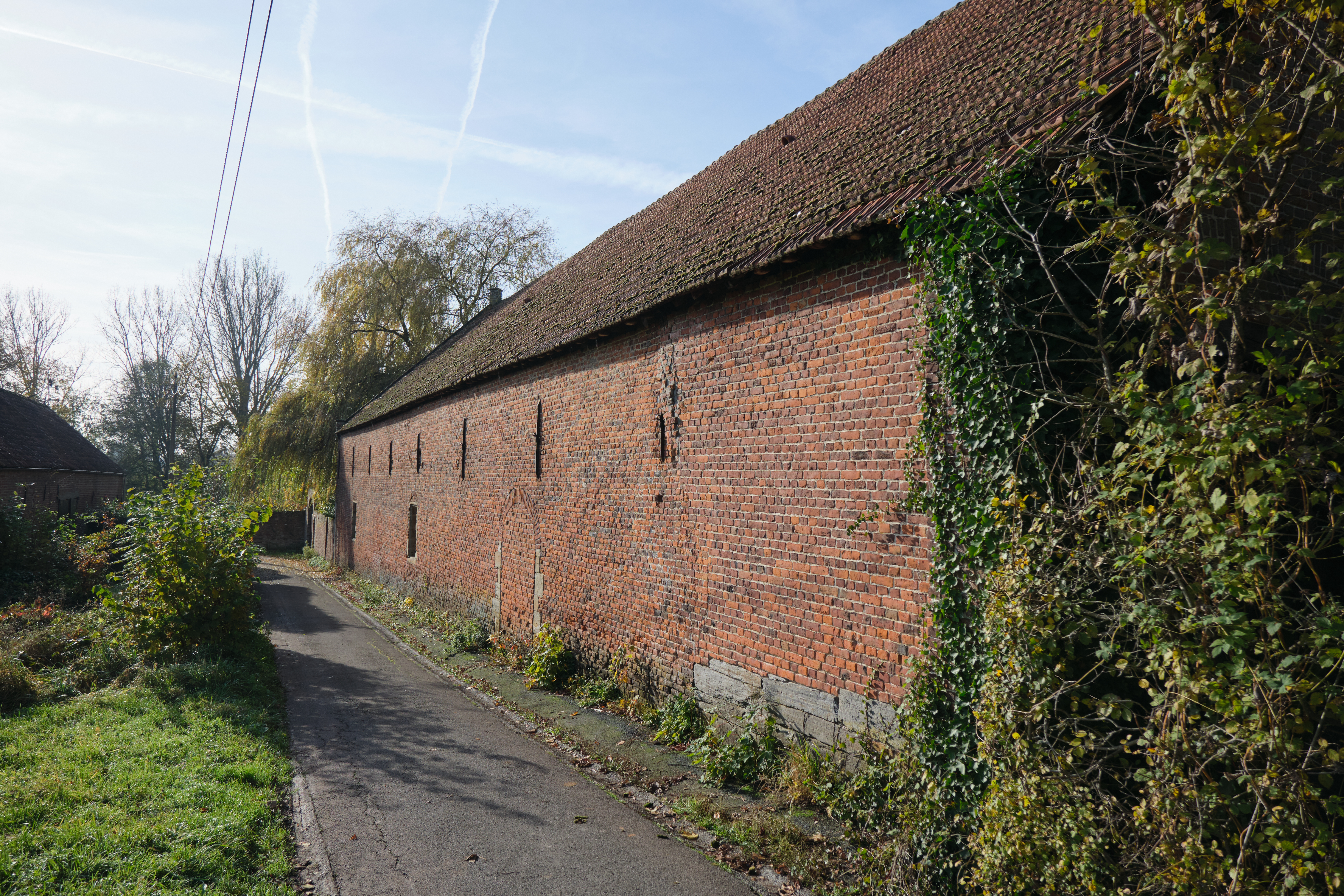
Herne - Kapellestraat 74 - Langschuur Kartuizerklooster